# Miguel Larreynaga
Miguel Jerónimo Larreynaga y Silva, nikaragovski filozof, humanist, pesnik in pravnik, * 29. september 1772, León, Nikaragva, † 28. april 1847. 
Larreynaga se je udeležil štiričlanske odprave, ki se je leta 1818 v Kraljevino Španijo odpravila, da bi od španske krone prosila za odobritev nastanka samostojne Srednjeameriške republike, ki jo je tudi dobila. Tako se je Nikaragva tri leta kasneje skupaj s še štirimi drugimi državami pridružila novonastali republiki. 15. septembra 1821 se je v Ciudadu de Guatemali osebno udeležil podpisa Akta o samostojnosti Gvatemale. Upodobljen je na bankovcu za 10 nikaragovskih kordob.
Rodil se je Joaquínu Larreynagi, Špancu po narodnosti, ki je umrl, preden se je rodil, ter Manueli Balmacedi y Silvi, ki je umrla pri porodu. Njegov dedek, Joaquínov oče, ga je vzel k sebi in ga izobrazil. Kasneje je del otroštva preživel v mestu Telica.
Umrl je 20. aprila 1847. Pokopan je pod Leónsko katedralo.